# Guerra de Independencia turca
La Guerra de Independencia turca (en turco: Kurtuluş Savaşı, significa "Guerra de Liberación"), también conocida como  Campaña Nacional (Millî Mücadele), es un período de la historia de Turquía que se extiende desde la derrota del Imperio otomano a manos de los Aliados en la Primera Guerra Mundial hasta la declaración de la República de Turquía el 29 de octubre de 1923. Enfrentó al Movimiento Nacional Turco contra los Aliados: el Reino Unido e Italia en Constantinopla (Estambul); Francia en Cilicia y otras regiones del sur de Anatolia; Grecia en Esmirna y el frente occidental, y la República Democrática de Armenia en el este.
Los nacionalistas turcos fundaron y constituyeron la moderna Turquía como resultado de la Guerra de Independencia turca, y, por encima de todo, establecieron el actual territorio nacional turco de acuerdo con el Tratado de Lausana. En la Guerra de Independencia turca fue derrotada Grecia, que había ocupado parte de Anatolia occidental, Tracia oriental y algunas islas del mar Egeo (1919-1922), y la República Democrática de Armenia, en el este (2 de noviembre de 1920, Tratado de Gümrü). El Tratado de Lausana, firmado el 24 de julio de 1923 y negociado por İsmet Paşa como representante del gobierno de Ankara, estableció la mayor parte de los límites actuales del país (exceptuando la Provincia de Hatay que fue anexionada a Turquía por un referéndum realizado en 1939, habiendo pasado por un periodo de gobierno independiente como República de Hatay).

## Derrota, desmembramiento otomano y partición de Turquía
Tras la Primera Guerra Mundial y finalmente derrotado como los restantes "Imperios Centrales", se sucedió la partición del Imperio otomano. Tropas Aliadas provenientes de Salónica ocuparon Constantinopla y el 30 de octubre de 1918 lograron la rendición incondicional del nuevo gobierno otomano. Una comisión interaliada comenzó a regir la capital otomana, donde se restablecieron los mecanismos de control de las potencias sobre el Imperio.
Por la conferencia de Londres (febrero de 1920) Esmirna pasó a Grecia, Antalya a Italia y Cilicia a Francia. En la conferencia de San Remo (abril de 1920) se acordó que Tracia pasase a soberanía griega, así como que los Dardanelos y el Bósforo fueran desmilitarizados. El 11 de agosto de 1920 se firmó el Tratado de Sèvres por el que Arabia y Armenia obtuvieron la independencia, el Kurdistán turco su autonomía, Egipto, Irak y Palestina pasaron a ser mandatos del Reino Unido, Chipre se transformó en colonia británica y Siria (con Alejandreta, en turco Iskenderun) pasó a ser mandato francés. El tratado suponía dejar bajo control turco únicamente la parte noroccidental y central de Anatolia. Las consecuencias de esas decisiones, para las que no se tomaron en cuenta los deseos de los propios implicados,[cita requerida] consiguieron crear una serie de conflictos que, en algunos casos, todavía persisten, como la división entre greco-chipriotas y turco-chipriotas y el problema del pueblo kurdo, fragmentado entre varios países.
Todo esto solo suponía el intento de legitimar un statu quo que ya existía porque los aliados se habían apresurado a ocupar militarmente el Imperio otomano. Del malestar por esa ocupación nació un sentimiento nacionalista que fue capitaneado por Mustafa Kemal Atatürk.

## Surgimiento de la resistencia nacionalista turca
En mayo de 1919 el vapor Bandırma entró en el puerto de Samsun. Mustafá Kemal Paşa (general) viajaba en el barco, supuestamente para inspeccionar las tropas del IX Ejército (en sus órdenes figuraba, por error, la inspección del III Ejército, pero daba lo mismo, ninguno de ellos existía más que sobre el papel), aunque su propósito era otro. Único comandante otomano victorioso durante la guerra, había sido nombrado inspector militar de Anatolia oriental por el gobierno del sultán.
Al dirigirse a una zona apartada de la capital pretendía obtener la libertad para constituir un ejército real con el que acabar tanto con el Imperio otomano como con la ocupación. Hábil militar, demostró también dotes políticas al lograr agrupar a las distintas facciones opuestas a la ocupación Aliada y al reparto territorial. Los aliados sólo tardaron una semana en darse cuenta de lo que pasaba y solicitaron al ministerio de Defensa turco que llamase a Constantinopla (Estambul) a Mustafá Kemal y lo destituyese. Este, como héroe de guerra en la batalla de Galípoli durante la Primera Guerra Mundial y por su nacionalismo, tenía inmensas simpatías en el ministerio, así que se empezó a dar largas a la petición aliada aunque, finalmente, cedieron. El 8 de junio de 1919 Mustafá Kemal recibió un telegrama en el que se le ordenaba el regreso. Kemal respondió que ningún barco tenía combustible y que no podría acudir a la capital. Dado que dedicaba su tiempo a ir por las distintas poblaciones de Anatolia pronunciando discursos de carácter nacionalista, fue destituido, aunque mantuvo sus contactos con funcionarios en la capital. Se ordenó a las pocas fuerzas armadas que todavía existían en Turquía que se le detuviese. En vez de hacerlo, los generales Kazım Karabekir y Alí Fuad se le unieron.

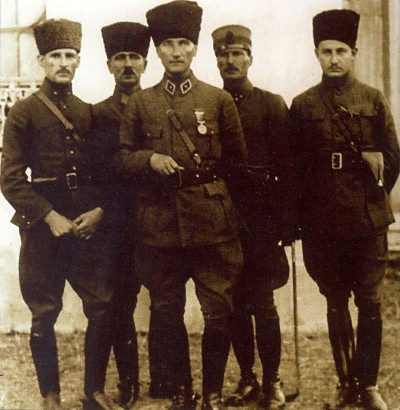
Mustafa Kemal Atatürk (delante), líder de los nacionalistas turcos y posterior presidente de Turquía.

El principal objetivo de Kemal y sus seguidores era obtener el control de Anatolia, eliminando a las autoridades independientes o autónomas armenias, kurdas y griegas. El primer objetivo se logró mediante el acuerdo con las autoridades soviéticas, eliminando entre ambas a la República Democrática de Armenia. Los kurdos, con menor apoyo internacional, fueron pronto derrotados por las fuerzas de Kemal, quedando finalmente el enfrentamiento más duro, con las tropas francesas en Cilicia y Siria, con las inglesas en Constantinopla y las griegas destinadas en la Anatolia occidental.

## Ocupación griega y organización de los nacionalistas
En mayo de 1919 los griegos desembarcaron en Esmirna.[cita requerida] Estas asociaciones, reunidas primero en Erzurum (23 de julio de 1919) y después en Sivas (4 de septiembre de 1919), eligieron como presidente a Mustafá Kemal. En este segundo congreso acordaron unirse en la Sociedad para la Defensa de los Derechos de Anatolia y Rumelia, germen del posterior Partido Republicano del Progreso. La primera asamblea, con representantes de Anatolia oriental, se centró en rechazar las ambiciones territoriales griegas y armenias, sin romper aún con el gobierno del sultán. La segunda asamblea contaba ya con delegados de toda la península y aprobó un programa de independencia frente a las potencias y de unidad territorial, aceptando aún el gobierno del sultán. Kemal se instaló entonces en Ankara, en el centro de la península.
En el otoño de 1919 las fuerzas ocupantes permitieron la elección de un nuevo parlamento nacional pero, para su disgusto, quedó controlado por las fuerzas nacionalistas, que aprobaron la adopción del programa de Sivas, por lo que exigieron al gobierno que se detuviera a los principales dirigentes parlamentarios y decretaron la ley marcial en Constantinopla. En marzo de 1920 disolvieron el parlamento y se dispusieron a acabar con la oposición.

## Kemal presidente

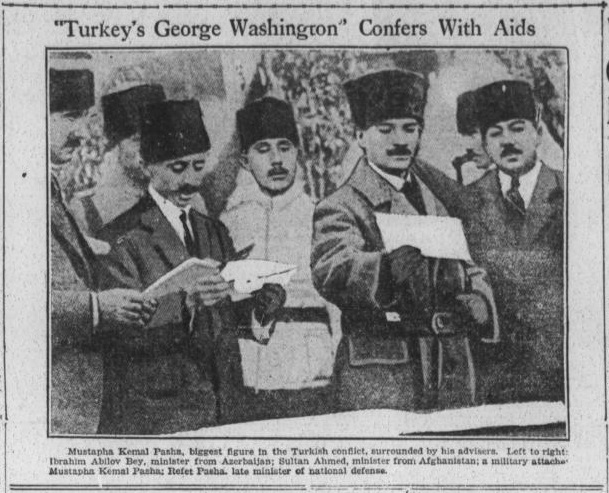
El Abilene Daily Reporter de Texas llamó a Mustafá Kemal «el George Washington de Turquía» el 13 de octubre de 1922.

Tras la disolución del parlamento en marzo de 1920 por la Entente los diputados que lograron escapar de Constantinopla se dirigieron a Ankara, en la que Mustafá Kemal había fijado su cuartel general. Allí se celebró la Gran Asamblea Nacional en abril, con 100 diputados provenientes de Constantinopla y otros 190 de las provincias, en la que fue elegido nuevamente como Presidente. A partir de ese momento hubo dos gobiernos en Turquía, el del Sultán Mehmed VI en Estambul, bajo control directo de la Entente, y el de Mustafá Kemal en Ankara. Mustafá Kemal fue condenado a muerte, pero, nuevamente, nadie estuvo dispuesto a obedecer tal orden.
No obstante, la situación de Kemal distaba mucho de ser buena. Sus seguidores no eran un grupo homogéneo (había intelectuales, grupos religiosos, militares, ultranacionalistas... cada uno con sus propios intereses) y no tenía más fuerzas armadas que bandas desorganizadas, cuya lealtad era más que dudosa. De convertir esas bandas en un ejército se encargó İsmet Paşa, nombrado comandante de las fuerzas armadas.
En enero de 1921 el parlamento nacionalista aprobó una nueva constitución. En marzo Kemal firmaba un tratado de amistad con la URSS.

## El Tratado de Sèvres
En agosto de 1920, el gobierno del sultán rubricó el Tratado de Sèvres, muy desfavorable para los intereses territoriales turcos, lo que supuso su desprestigio definitivo. El tratado imponía el desmembramiento del Imperio, favoreciendo a las poblaciones árabes y a las potencias, sin contar con el deseo nacionalista turco. El tratado suponía la creación de un Estado armenio independiente y de uno kurdo autónomo en Anatolia oriental. Grecia recibía Tracia y la administración de Esmirna y su región. Tras cinco años un plebiscito debía decidir el futuro del territorio. Italia mantenía el Dodecaneso en su poder.
Aunque Constantinopla quedaba en manos turcas, los estrechos se internacionalizaban. Se volvía al control financiero de las potencias, que se repartían zonas de influencia en Anatolia, reduciendo notablemente la zona bajo control total turco.

## Eliminación de Armenia, retirada francesa, acercamiento con la URSS
En 1920, Kazım Karabekir había eliminado el Estado independiente armenio, que se dividió en Armenia Oriental, convertida en una de las Repúblicas de la URSS, y Armenia Occidental, que pasó a Turquía (Paz de Gümrü). Entre 1920 y 1921 los nacionalistas turcos acabaron con el nacionalismo armenio con mano dura, masacrando miles de personas y obligando a los demás a huir a los países vecinos en largas marchas.[cita requerida]
Tras enfrentamientos con los franceses, especialmente en Aintab (hoy Gaziantep), estos abandonaron su ocupación militar en el sur (Tratado de Ankara). Reconociendo de facto al gobierno nacionalista de Ankara, Francia e Italia se retiraron de las zonas ocupadas en octubre de 1921.
En marzo de 1921, el acuerdo con los soviéticos supuso el respaldo de estos al gobierno de Kemal y la entrega de las provincias de Kars y Ardahan, que los rusos habían tomado a los otomanos en 1878. El acuerdo con los soviéticos eliminó la amenaza armenia al movimiento de Kemal y le aportó armamento y estabilidad en la frontera oriental turca.

## Combates contra Grecia

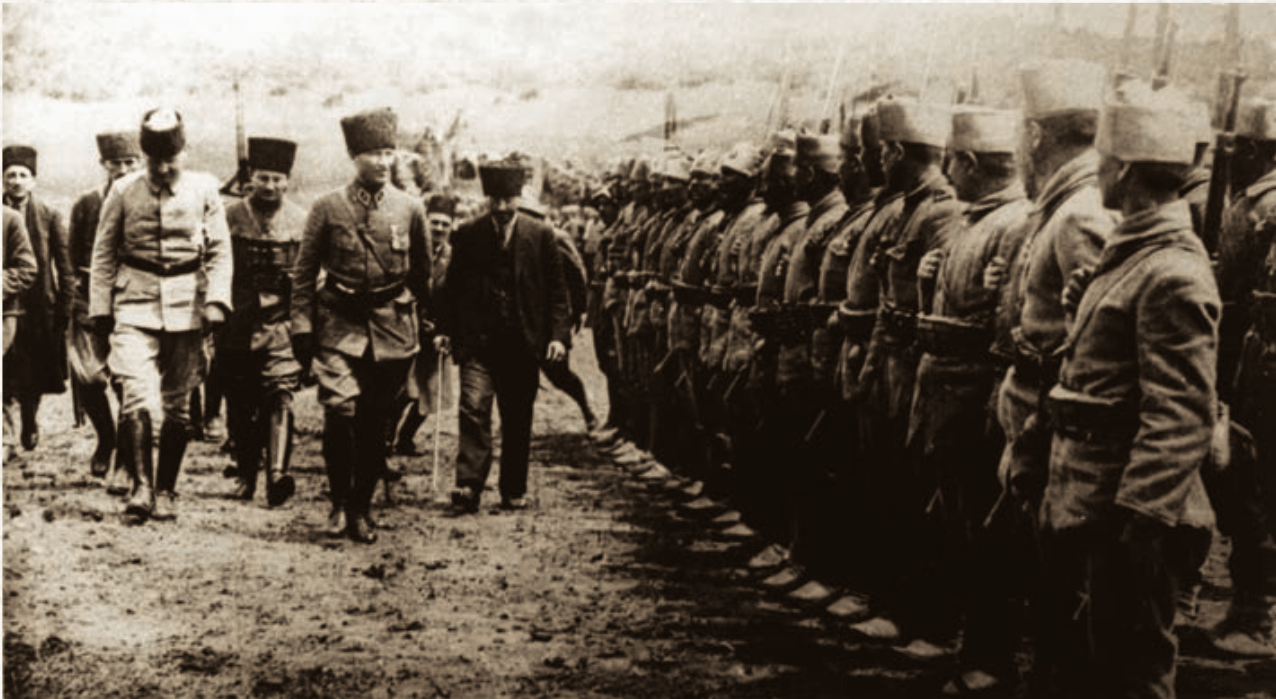
Kemal inspecciona las tropas turcas el 18 de junio de 1922.

Bajo el mando de İsmet, nombrado comandante en jefe de las recientemente formadas Fuerzas Armadas, estas derrotaron a los griegos en las dos Batallas de İnönü (que transformó a İsmet Paşa en İsmet İnönü) y la durísima de Sakarya (1921), que tras 3 semanas de combates, libró a Ankara de la amenaza griega y puso fin al avance heleno. Los combates, sin embargo, agotaron a ambos adversarios y Kemal hubo de esperar al año siguiente para contraatacar las líneas griegas.
En agosto y septiembre de 1922 acabó la Guerra greco-turca con la victoria de éstos en la Batalla de Dumlupinar. Los nacionalistas turcos recuperaron Esmirna (Izmir) a comienzos de septiembre, donde se produjeron nuevos horrores. 
Mediante el Armisticio de Mudanya (octubre de 1922) los griegos abandonaron también la Tracia oriental.

## Paz

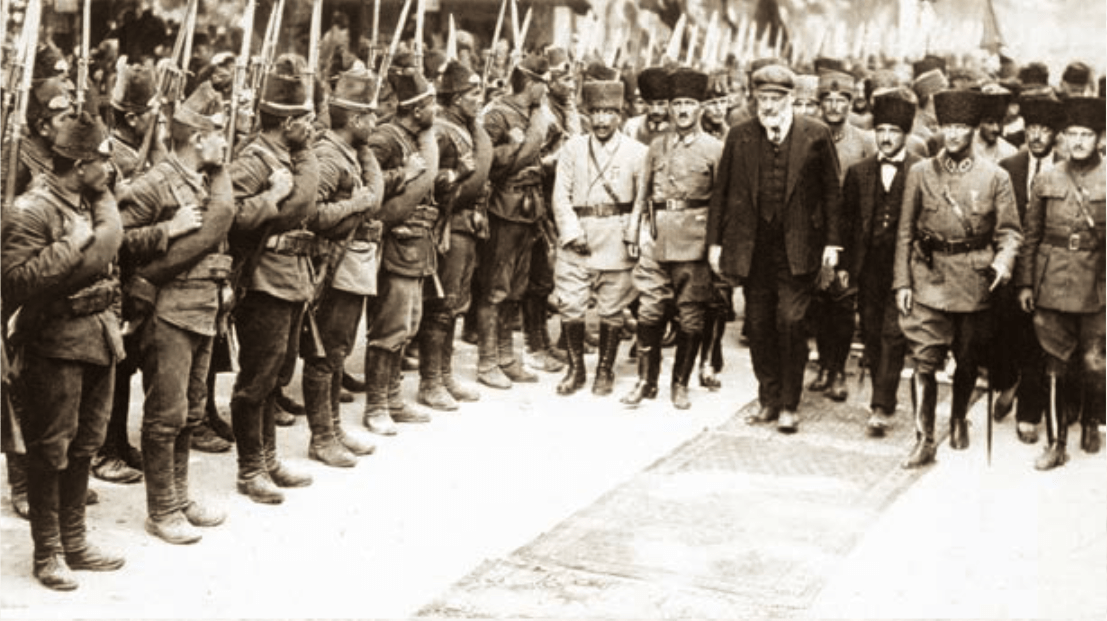
Acogida del escritor turcófilo francés Claude Farrère el İzmit el 18 de junio de 1922.

El Sultanato desapareció, abolido por la asamblea de Ankara el 1 de noviembre y Mustafá Kemal renegoció la paz con los aliados en el Tratado de Lausana (1923), en el que se acordó la retirada de todas las tropas de ocupación y la aceptación de la distribución territorial, con la anexión a Turquía de la Armenia occidental. Turquía asumió la pérdida del Imperio otomano (posteriormente, entre 1925 y 1926, intentó sin éxito recuperar la provincia iraquí de Mosul) pero se libró de pagar las indemnizaciones de guerra. Los estrechos quedaron, sin embargo, desmilitarizados y bajo control de una junta internacional hasta 1936, cuando Turquía logró el control de los mismos. La minoría griega en Turquía y la turca en Grecia fueron intercambiadas por acuerdo entre los dos países, de manera forzosa, quedando pequeñas minorías religiosas en ambos.
La república se proclamó en octubre de 1923. Se aprobó una nueva constitución y Kemal se mantuvo como presidente del nuevo país, mientras İnönü era nombrado primer ministro.
El sultán huyó en un buque británico y la asamblea eligió a un sucesor como califa, figura que fue finalmente abolida en marzo de 1924.

## Gráfico temporal
|  |

## Fuente
Gran parte del texto ha sido extraído de:
- El triunfo de Clío, el autor permite la libre reproducción de todos los contenidos con el único requisito de citar la procedencia.. Ahora en: http://herodoto.blogspot.com.co Archivado el 20 de agosto de 2016 en Wayback Machine.